# KS Pomorzanin Toruń
KS Pomorzanin Toruń – wielosekcyjny klub sportowy z Torunia, założony w 1935 roku.

## Historia
W 1927 z inicjatywy ówczesnego ministra komunikacji Alfonsa Kühna Państwowy Urząd Wychowania Fizycznego i Przysposobienia Wojskowego powołał kolejową organizację paramilitarną – Kolejowe Przysposobienia Wojskowe. KPW obok swych działań naczelnych uwzględniało w swej działalności aktywność sportową. Wychowaniem fizycznym w KPW kierował referat sportowy przy Zarządzie Głównym. W Toruniu, który wówczas był ważnym węzłem kolejowym, ognisko sportowe KPW założono przy Dworcu Głównym w maju 1930. W październiku 1933 do Torunia przeniesiono z Gdańska Dyrekcję Okręgowej Kolei Państwowej. Zaowocowało to powstaniem w Toruniu drugiego ogniska, które działało przy DOKP i Dworcu Toruń Miasto – KPW II. W początkach 1935 (pierwsza wzmianka o KS Pomorzanin, dokładnie o sekcji gier zespołowych, pochodzą z 9 lutego) doszło do połączenia KPW I z KPW II i utworzenia klubu sportowego KS KPW Pomorzanin. Prezesem nowo powstałego klubu wybrano Jana Brzezińskiego, który funkcję tę sprawował aż do wybuchu wojny. W stosunkowo krótkim czasie stał się Pomorzanin największym i najaktywniej działającym klubem sportowym Torunia i Pomorza.
Do 1939 funkcjonowały następujące sekcje sportowe: lekkoatletyczna, zespołowych gier sportowych, wioślarska, żeglarska, pływacka, kajakowa, kolarska, ciężkoatletyczna, bokserska, hokeja na lodzie, łyżwiarska, piłki nożnej, tenisa stołowego.
Po przerwie spowodowanej wojną lub reaktywowano 15 czerwca 1945 pod nazwą Kolejowy Klub Sportowy Pomorzanin, przy Związku Zawodowym Kolejarz.
W latach 1949–1956 Pomorzanin występował już pod nazwą koła Zrzeszenia Sportowego Kolejarz Toruń.
Początek kryzysu klubu przypadł na 1952. Pojawiły się trudności finansowe w wyniku których zlikwidowane zostały niektóre sekcje, a w 1955 zawieszono nawet sekcję bokserską oraz koszykówki i siatkówki kobiet.
W 1957 nastąpiła reorganizacja struktury koła, w wyniku którego powstał Kolejowy Klub Sportowy Pomorzanin. Klub w tamtym okresie posiadał 12 sekcji: hokeja na lodzie, hokeja na trawie, lekkiej atletyki, tenisa stołowego, pływackiej, szachowej, koszykówki męskiej, turystycznej, sportów wodnych, gimnastycznej i ciężkoatletycznej.
W 1971 liczbę sekcji zmniejszono do 6 (hokej na trawie, hokej na lodzie, podnoszenie ciężarów, piłka nożna, jazda figurowa na lodzie, zapasy). W 1972 klub zmienił nazwę na Międzyzakładowy Związkowy Klub Sportowy Pomorzanin.
W 1976 po 22 latach przerwy reaktywowano sekcję bokserską.
W 1978 roku prezesem klubu został dyrektor „Merinotexu” w wyniku czego powstał Międzynarodowy Włókienniczy Klub Sportowy Pomorzanin. Klub przez ponad rok należał do Federacji „Włókniarz”. Połączenie z „Merinotexem”, jak i przynależność do nowej Federacji skończyły się już w 1981, kiedy to Federacja „Włókniarz” została rozwiązana. „Merinotex” przestał opiekować się klubem w dniu 1 czerwca 1981 i od tego czasu klub nazywa się KS Pomorzanin.
W 2013 z Pomorzanina wydzielona została sekcja bokserska. Z uwagi na charakter działania sekcji, szczególnie doświadczonej w szkoleniu młodzieży, przybrała ona nazwę Międzyszkolnego Klubu Sportów Walki Pomorzanin Toruń i zachowała prawa do tradycji, herbu i barw.
Od tego czasu w klubie działają dwie sekcje: piłki nożnej i hokeja na trawie.

## Zawodnicy Pomorzanina, którzy wystąpili na igrzyskach olimpijskich
- Londyn 1948
  - Melania Sinoracka (lekkoatletyka - rzut oszczepem)
- Helsinki 1952
  - Tadeusz Tulidziński (hokej na trawie)
- Innsbruck 1964
  - Józef Stefaniak (hokej na lodzie)
  - Józef Wiśniewski (hokej na lodzie)
  - Andrzej Żurawski (hokej na lodzie)
- Sapporo 1972
  - Ludwik Czachowski (hokej na lodzie)
- Sydney 2000
  - Tomasz Szmidt (hokej na trawie)

## Sekcje

### Lekka atletyka

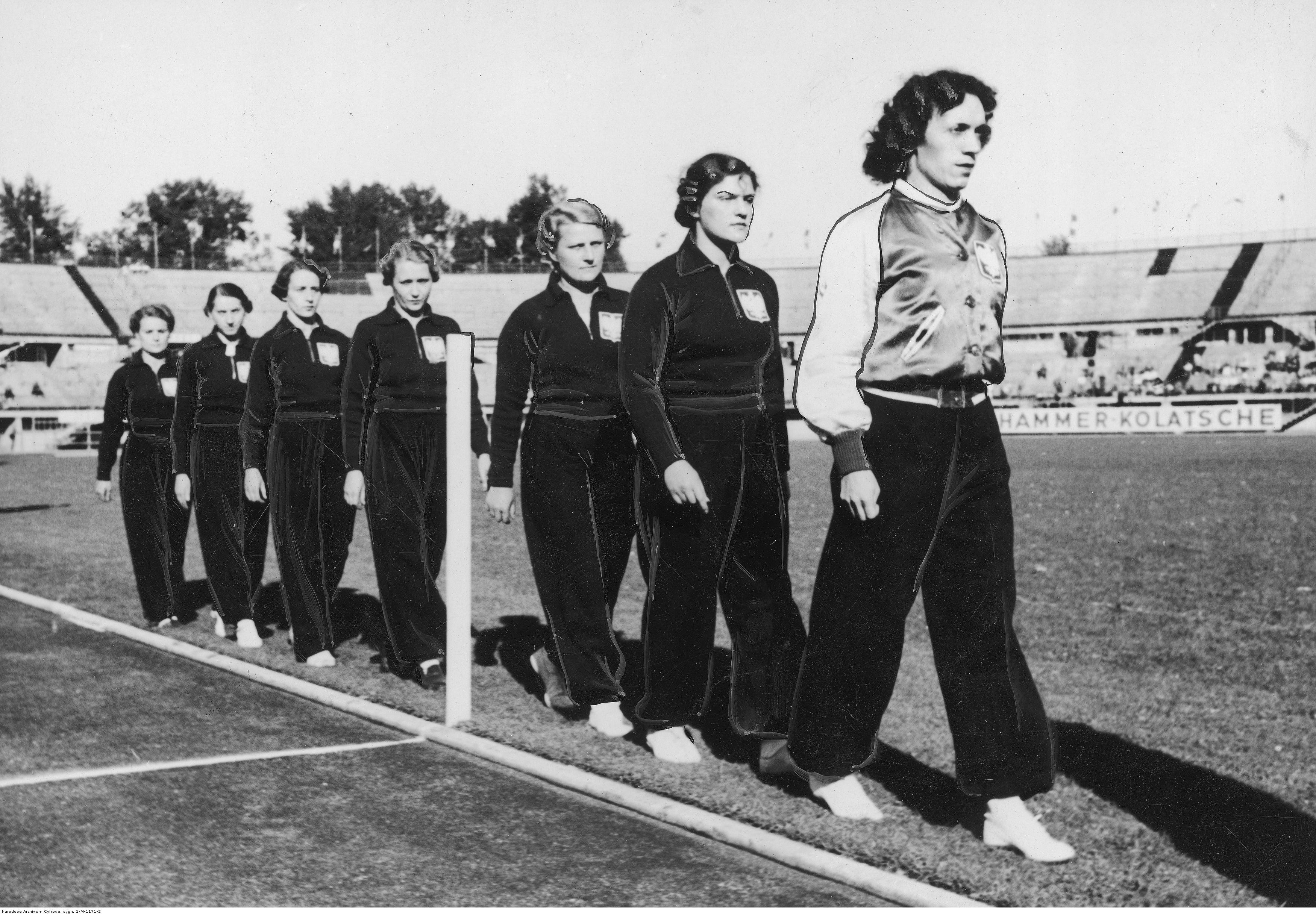
Barbara Książkiewicz zamyka kolumnę polskich lekkoatletek na Mistrzostwach Europy 1938 w Wiedniu

#### Mistrzostwa Europy
Barbara Książkiewicz
sztafeta 4x100 m.:
 Srebrny medal: 1938

#### Mistrzostwa Polski

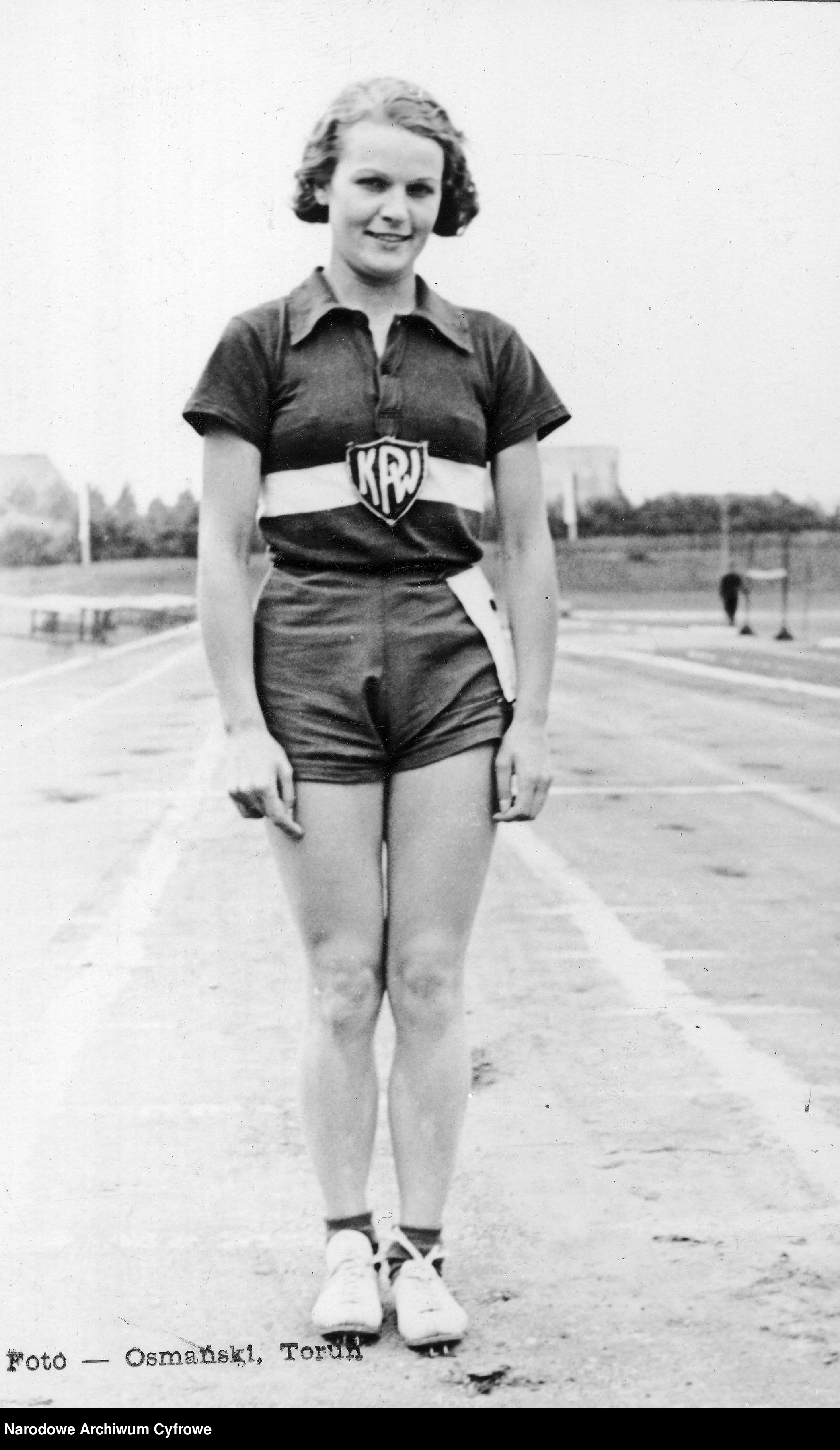
Barbara Książkiewicz w 1937

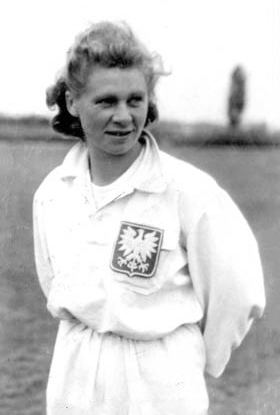
Melania Sinoracka w 1948

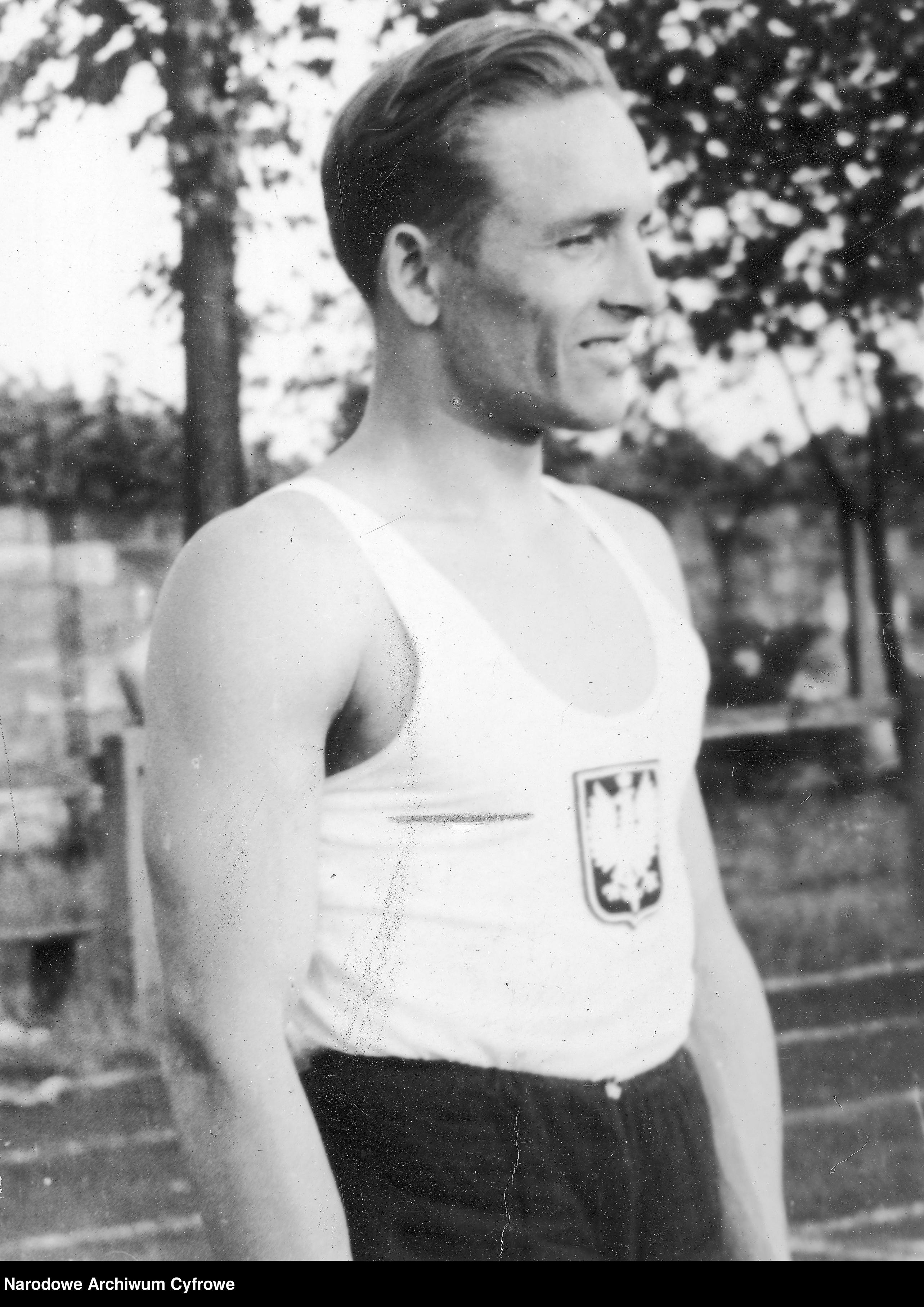
Grzegorz Dunecki w 1938

Barbara Książkiewicz
bieg na 60 m.:
 Złoty medal: 1937, 1939
 Srebrny medal: 1938
bieg na 100 m.:
 Złoty medal: 1937
 Brązowy medal: 1938, 1939
sztafeta 4x100 m.
 Złoty medal: 1939
 Srebrny medal: 1938
 Brązowy medal: 1937
sztafeta 4x200 m.
 Złoty medal: 1939
skok w dal:
 Srebrny medal: 1937
Leokadia Wiśniewska
skok wzwyż:
 Złoty medal: 1938, 1939, 1946
bieg na 80 m. przez płotki:
 Złoty medal: 1939
sztafeta 4x100 m.:
 Złoty medal: 1939
 Brązowy medal: 1937
sztafeta 4x200 m.:
 Złoty medal: 1939
Janina Słowińska
bieg na 80 m. przez płotki:
 Złoty medal: 1949, 1951, 1958
skok wzwyż:
 Złoty medal: 1953
50 m. przez płotki (hala):
 Złoty medal: 1950
60 m. przez płotki (hala):
 Złoty medal: 1949
80 m. przez płotki (hala):
 Złoty medal: 1955
Stanisława Konklewska
sztafeta 4x100 m.:
 Złoty medal: 1939
sztafeta 4x200 m.:
 Złoty medal: 1939
bieg na 100 m.:
 Srebrny medal: 1939
bieg na 200 m.:
 Srebrny medal: 1939
Helena Gędziorowska
bieg na 60 m.:
 Złoty medal: 1927
bieg na 100 m.:
 Złoty medal: 1927
Melania Sinoracka
rzut oszczepem:
 Złoty medal: 1947, 1948
pchnięcie kulą (hala):
 Złoty medal: 1948
Maria Stawska
sztafeta 4x100 m.:
 Złoty medal: 1939
 Brązowy medal: 1937
sztafeta 4x200 m.:
 Złoty medal: 1939
Marianna Skrzypnik
pchnięcie kulą:
 Srebrny medal: 1938
pchnięcie kulą (hala):
 Brązowy medal: 1938
Janina Gościniak
bieg na 80 m przez płotki:
 Srebrny medal: 1950
Małgorzata Krüger
rzut dyskiem:
 Brązowy medal: 1939
Elżbieta Lewandowska
sztafeta 4x100 m.:
 Brązowy medal: 1937
Irena Felchnerowska
skok wzwyż:
 Brązowy medal: 1947
Janina Szczerbowska
rzut dyskiem:
 Brązowy medal: 1952
Grzegorz Dunecki
bieg na 100 m.:
 Srebrny medal: 1937
 Srebrny medal: 1939
bieg na 200 m.:
 Złoty medal: 1939
 Srebrny medal: 1937
 Srebrny medal: 1938
sztafeta 4x100 m.:
 Brązowy medal: 1939
bieg na 110 m przez płotki:
 Srebrny medal: 1948
 Brązowy medal: 1947
pięciobój:
 Brązowy medal: 1947
Wojciech Lach
bieg na 400 m.:
 Złoty medal: 1989, 1991
sztafeta 4x400 m.:
 Brązowy medal: 1992
Jacek Butkiewicz
trójskok:
 Złoty medal: 1993
 Srebrny medal: 1995
Stefan Sobecki
rzut młotem:
 Srebrny medal: 1946
 Brązowy medal: 1948
Mieczysław Lewicki
bieg na 5000 m.:
 Srebrny medal: 1951
 Brązowy medal: 1952
bieg na 1500 m.:
 Brązowy medal: 1952
bieg przełajowy 6 km:
 Brązowy medal: 1955, 1956
Kazimierz Jaruszewski
sztafeta 4x100 m.:
 Brązowy medal: 1939
Bronisław Płaczek
sztafeta 4x100 m.:
 Brązowy medal: 1939
? Rietzke
sztafeta 4x100 m.:
 Brązowy medal: 1939
Wilhelm Kornalewski
rzut oszczepem:
 Brązowy medal: 1946
Arkadiusz Baranowski
sztafeta 4x400 m.:
 Brązowy medal: 1992
Wojciech Sierocki
sztafeta 4x400 m.:
 Brązowy medal: 1992
Roman Turalski
sztafeta 4x400 m.:
 Brązowy medal: 1992

#### Rekordy Polski
Sztafeta sprinterek (Barbara Książkiewicz, Leokadia Wiśniewska, Maria Stawska, Stanisława Konklewska) dwukrotnie biła klubowy rekord Polski 4x100 m. Pierwszy raz 15 lipca 1939 wynikiem 52,6 sek., a drugi raz dzień później wynikiem 52,2 sek. Ten drugi wynik powtórzyły dwa tygodnie później na innych zawodach.
Ta sama sztafeta dwukrotnie bila też klubowy rekord Polski 4x200 m. Najpierw 30 lipca 1939 (1:51,8 sek.), następnie 20 sierpnia 1939 (1:51,1 sek).
Leokadia Wiśniewska wyrównała 25 września 1938, istniejący od 1928 roku, rekord Polski w skoku wzwyż - 1,505 m..

#### Inne
W sezonie 1928 sztafeta sprinterek 4x200 (Maria Stawska, Suplicka, Felicja Dziabaszewska, Elżbieta Lewandowska) miała szósty wynik w kraju.
W sezonie 1936 Maria Stawska legitymowała się dziewiątymi wynikami w Polsce w biegu na 200 m. oraz w biegu na 80 m. przez płotki. Elżbieta Lewandowska miała piąty wynik w trójboju a Dziabaszewska wynik szósty.
W sezonie 1937 Barbara Książkiewicz ustępowała tylko Stanisławie Walasiewicz w biegach na 50 m., 60 m. i 100 m. Miała też piąte wyniki w skoku w dal i skoku w dal z miejsca. Jej klubowa koleżanka Kraus miała z kolei piąty rezultat w Polsce w biegu na 60 m. Sztafeta sprinterek 4x75 m. (Barbara Książkiewicz, Maria Stawska, Leokadia Wiśniewska, Elżbieta Lewandowska) była w Polsce bezkonkurencyjna a w biegu 4x100 m. miała piąty wynik. Drugi rezultat w kraju miała sztafeta 4x200 m. Małgorzata Krüger była dziewiąta w rzucie dyskiem.
W sezonie 1938 Barbara Książkiewicz nadal była tylko za Stanisławą Walasiewicz w biegu na 60 m., ale w biegu na 100 m. była trzecia, a na 200 m. czwarta. Elżbieta Lewandowska była szósta na 60 m. a Stanisława Konklewska ósma na 200 m. Małgorzata Krüger w pchnięciu kulą była czwarta a w rzucie dyskiem ósma. W tej drugiej konkurencji Marianna Skrzypnik miała szósty wynik w Polsce.

### Kajakarstwo

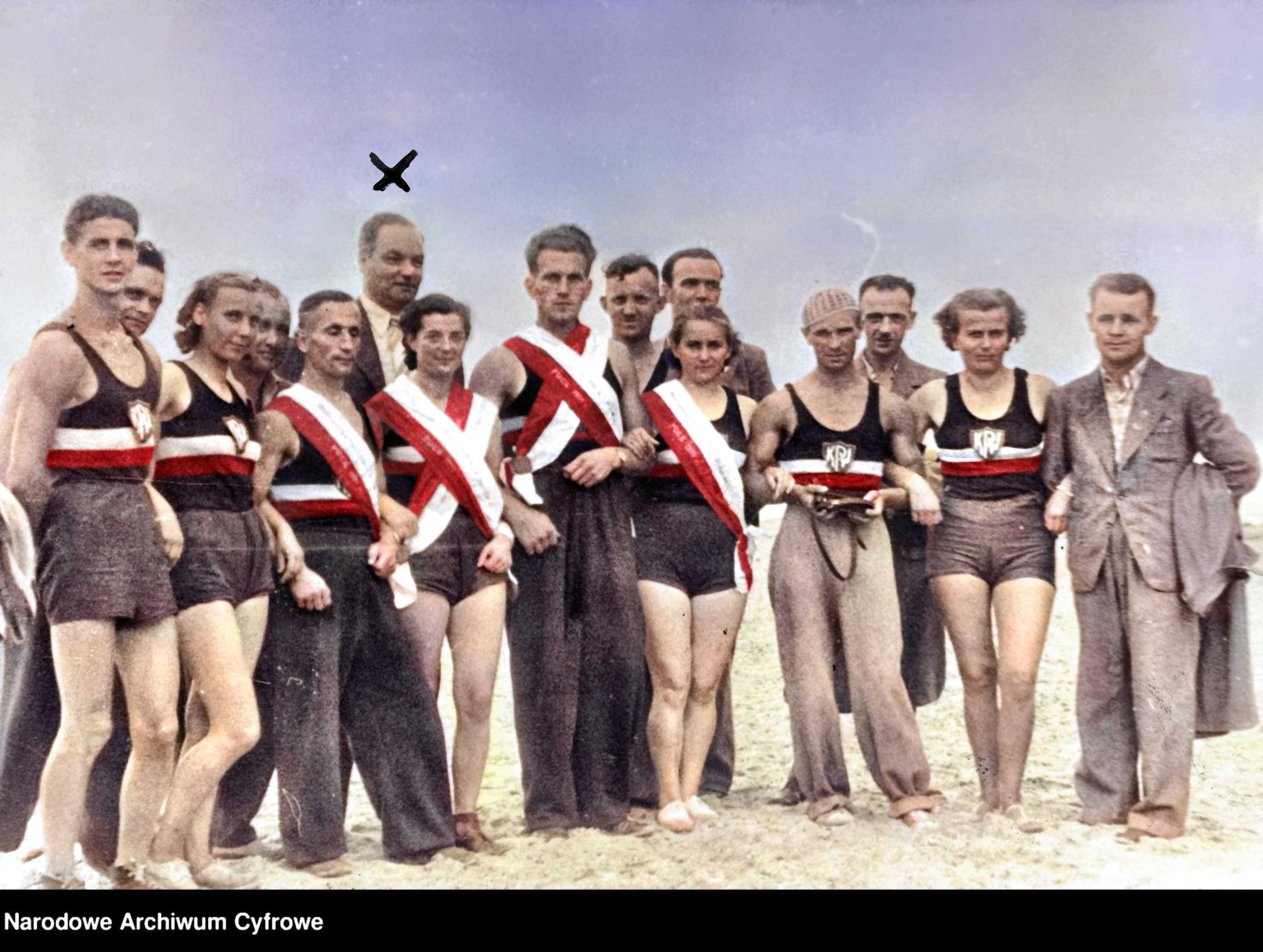
VII Mistrzostwa Polski w kajakarstwie w Pucku (lipiec 1939): najlepsza na zawodach sekcja kajakarska KPW Pomorzanin Toruń z prezesem klubu Janem Brzezińskim (oznaczony znakiem "x").

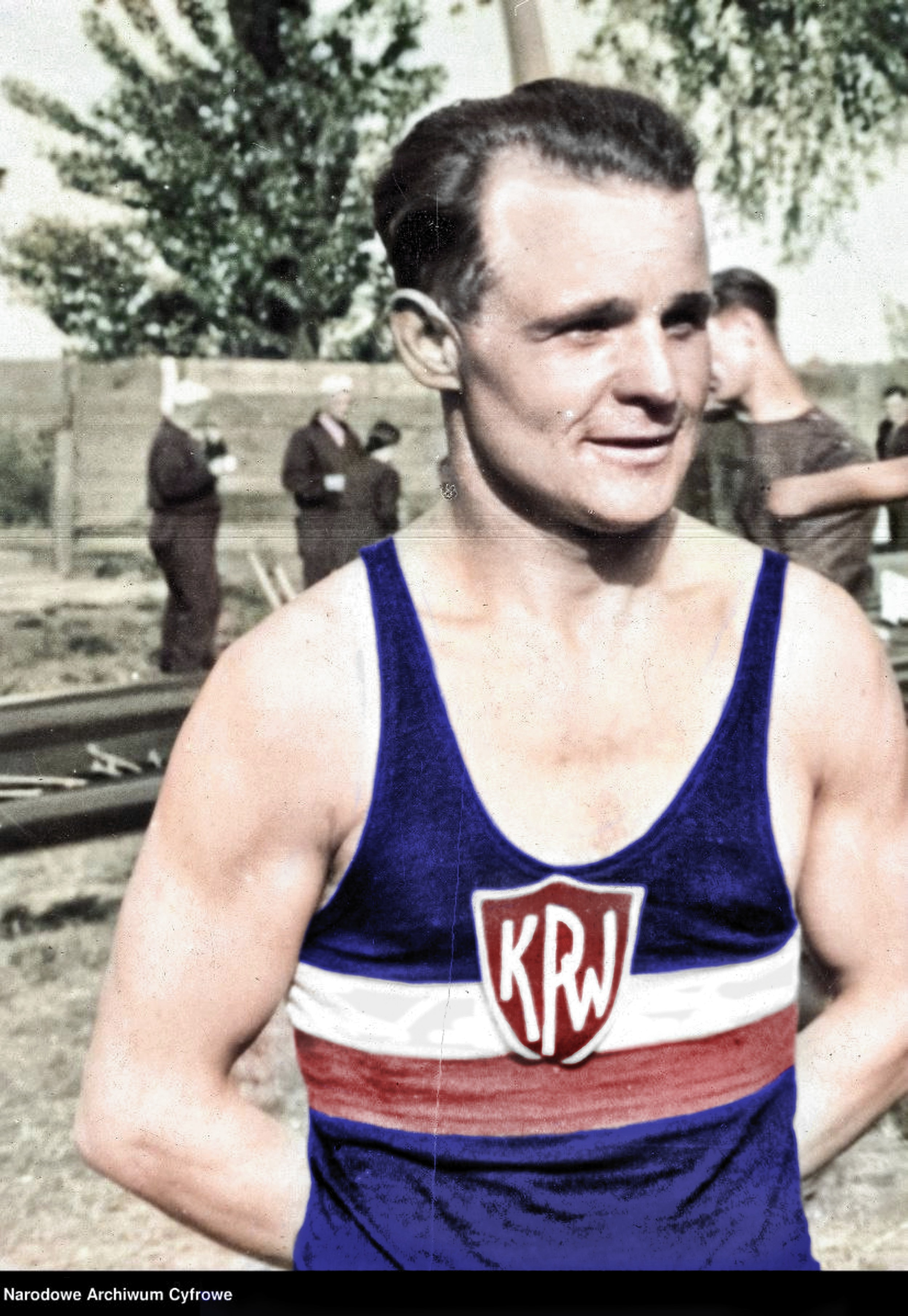
Wacław Wejszewski na Mistrzostwach Polski w 1938

Sekcja kajakowa powstała w 1935 roku.
Wacław Wejszewski
K-4 1 km.:
 Złoty medal: 1938
K-2 10 km.:
 Złoty medal: 1938
K-1 1 km.:
 Srebrny medal: 1937
 Brązowy medal: 1936
K-1 10 km.:
 Srebrny medal: 1936, 1937
Edmund Lesiński
K-4 1 km.:
 Złoty medal: 1938
K-2 10 km.:
 Złoty medal: 1938
Zofia Mrozówna
K-2 600 m.:
 Złoty medal: 1938
dwójka mieszana:
 Srebrny medal: 1937
Irena Prasówna
K-2 600 m.:
 Złoty medal: 1938
K-1 600 m.:
 Srebrny medal: 1938
 Brązowy medal: 1937
? Topoliński
dwójka mieszana:
 Srebrny medal: 1937
? Płoszyński
K-4 1 km.:
 Złoty medal: 1938
? Hiuz
K-4 1 km.:
 Złoty medal: 1938
Wacław Wejszewski i Edmund Lesiński reprezentowali Polskę na Mistrzostwach Świata w kajakarstwie w Vaxholm (Szwecja) gdzie w konkurencji K-2 na dystansie 10 km. zajęli 9. miejsce.
Sekcja kajakowa wznowiła działalność w 1946 a w 1955, po zatonięciu przystani, została rozwiązana.

### Koszykówka mężczyzn
Klub występował 3 sezony w I lidze koszykówki (pod obowiązującą wówczas nazwą Kolejarz Toruń).

### Siatkówka kobiet
Drużyna wystąpiła w Mistrzostwach Polski 1939 zajmując 5. miejsce w gronie 8 zespołów. Po wojnie dwukrotnie zdobywała brązowy medal: Mistrzostwa Polski 1946 i Mistrzostwa Polski 1947.
Dwie zawodniczki KS Pomorzanin - Melania Sinoracka i Elżbieta Lewandowska grały w historycznym, pierwszym meczu reprezentacji Polski w piłkę siatkową - 14 lutego 1948 przeciwko Czechosłowacji.
Elżbieta Lewandowska i Irena Felchnerowska zdobyły z reprezentacją Polski brązowy medal Mistrzostw Europy w 1949.

### Siatkówka mężczyzn
Po raz pierwszy w Mistrzostwach Polski siatkarze zagrali w 1938 (miejsce 6 na 12 drużyn). W kolejnych mistrzostwach - 1939 - zajęli miejsce 9 na 12 drużyn.